# Castillo de Villamalefa
Castillo de Villamalefa là một đô thị trong tỉnh Castellón, Cộng đồng Valencia, Tây Ban Nha. Đô thị Castillo de Villamalefa có diện tích 37,7 kilômét vuông, dân số theo điều tra năm 2010 của Viện thống kê quốc gia Tây Ban Nha là 102 người. Đô thị Castillo de Villamalefa nằm ở khu vực có độ cao 808 mét trên mực nước biển.